# Чемпионат Европы по автогонкам 1939 года
Чемпионат Европы по автогонкам 1939 года стал седьмым и последним сезоном Чемпионата Европы AIACR. В связи с началом в Европе 1 сентября Второй мировой войны чемпионат больше не проводился, а победителем чемпионата официально так никто и не стал. AIACR не опубликовала официальные результаты, однако корпсфюрер NSKK Адольф Хюнляйн объявил Херманна Ланга чемпионом Европы. Однако это противоречит официальной системе подсчёта очков, по которой чемпионом должен был стать Херманн-Пауль Мюллер. 

## Гран-при
| № | Дата       | Гран-при           | Трасса         | Победитель           | Команда       | Отчёт |
| - | ---------- | ------------------ | -------------- | -------------------- | ------------- | ----- |
| 1 | 25 Июня    | Гран-при Бельгии   | Спа-Франкоршам | Херманн Ланг         | Mercedes-Benz | Отчёт |
| 2 | 9 Июля     | Гран-при Франции   | Реймс-Гу       | Херманн Пауль Мюллер | Auto Union    | Отчёт |
| 3 | 23 Июля    | Гран-при Германии  | Нюрнбургринг   | Рудольф Караччола    | Mercedes-Benz | Отчёт |
| 4 | 20 Августа | Гран-при Швейцарии | Бремгартен     | Херманн Ланг         | Mercedes-Benz | Отчёт |

## Финальное положение в чемпионате
| № | Гонщик               | Бельгия | Франция | Германия | Швейцария | Очки |
| - | -------------------- | ------- | ------- | -------- | --------- | ---- |
| 1 | Херманн Пауль Мюллер | Выбыл   | 1       | 2        | 4         | 12   |
| 2 | Херманн Ланг         | 1       | Выбыл   | Выбыл    | 1         | 14   |
| 3 | Рудольф Караччола    | Выбыл   | Выбыл   | 1        | 2         | 17   |